# Vicente Guerrero (Guerrero)
Vicente Guerrero è un centro abitato del Messico, situato nello stato di Chihuahua e nella municipalità di Guerrero.
Esso prende il nome dal generale Vicente Guerrero, eroe della guerra d'indipendenza del Messico e 2º Presidente della Repubblica nel 1829.
Inoltre qui il 29 marzo 1916 si combatté l'omonima battaglia  tra i ribelli di Pancho Villa e le forze statunitensi del colonnello George A. Dodd, all'inizio della spedizione punitiva in Messico.